# Aplozia
Aplozia là một chi rêu trong họ Jungermanniaceae.